# Една любов
„Една любов“ е български телевизионен игрален филм (детско-юношески) от 1986 година на режисьора Магда Каменова. Филмът е направен по произведението на Лев Корсунски.

## Сюжет
Съвременен разказ за първата любов, за трепетите и вълненията, за проблемите, които тя създава сред съученици, родители, учители.

## Актьорски състав
| Роля | Изпълнител          |
| ---- | ------------------- |
|      | н. а. Емилия Радева |
|      | Рени Китанова       |
|      | Лили Енева          |
|      | Елена Русалиева     |